# Ptilinop de cinturó
El ptilinop de cinturó (Ptilinopus cinctus) és una espècie d'ocell de la família dels colúmbids (Columbidae) que habita boscos i matolls a les illes Petites de la sonda, des de Bali fins Babar i a una petita zona de la costa nord d'Austràlia, a la Terra d'Arnhem.